# Serhij Rudyka
Serhij Oleksandrovyč Rudyka (in ucraino Сергій Олександрович Рудика?; Zaporižžja, 14 giugno 1988) è un ex calciatore ucraino, di ruolo centrocampista.

## Carriera

### Club
Ha giocato nella massima serie dei campionati ucraino, bielorusso e bulgaro.